# 535年至536年全球極端天氣事件

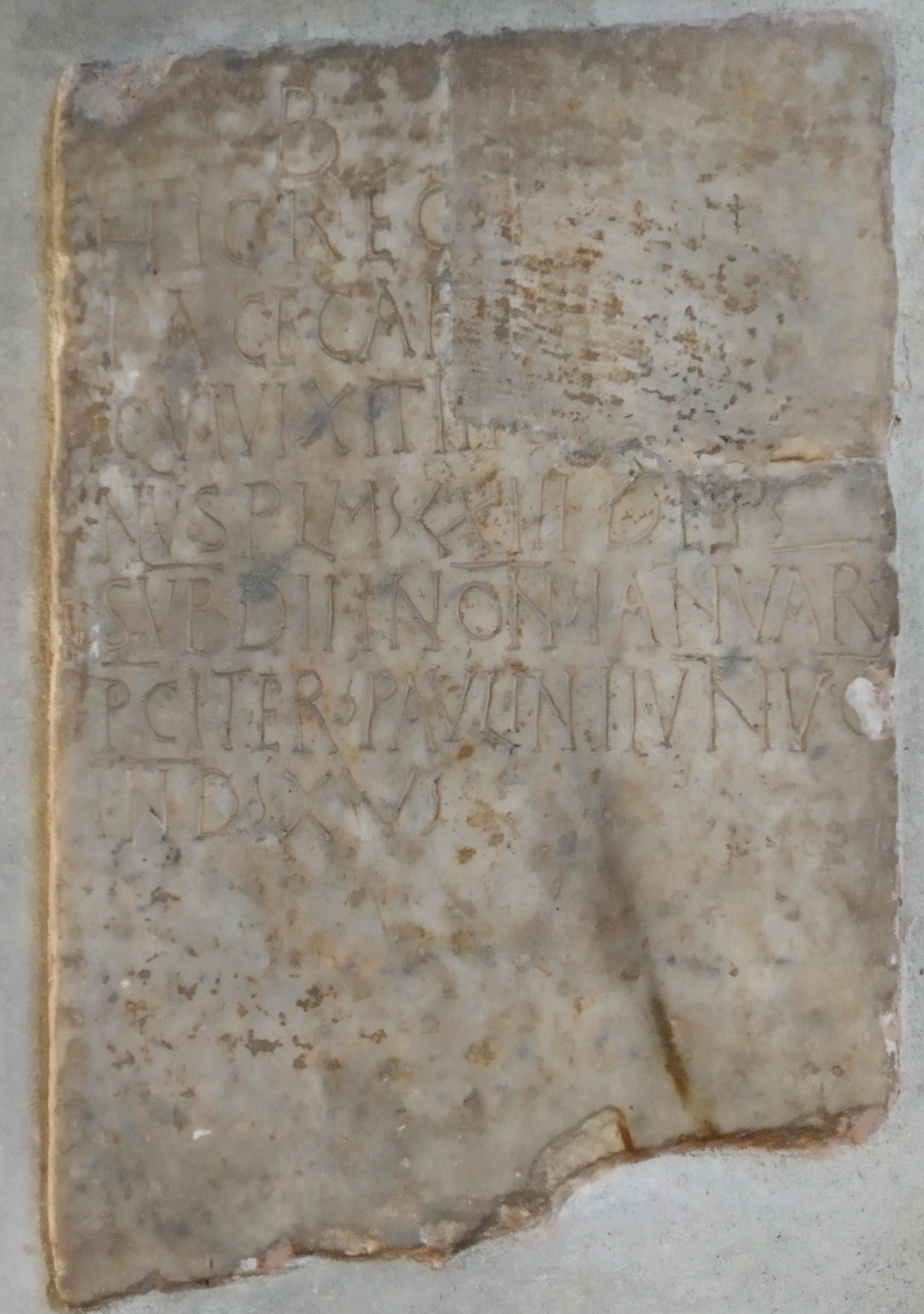
位於諾塞多的菲利波·賈科莫（Filippo e Giacomo）教堂內的墓碑，可追溯至西元536年德修斯·保利努斯擔任執政官後的第二年）

535年至536年全球極端天氣事件是近2000年来北半球最嚴重且持續時間最長的氣候變冷事件。這場火山冬天由至少三次不確定來源的同時火山爆發引起，各大陸都提出了幾個可能的地點。大多數有關火山冬季的當代記錄來自東羅馬帝國首都君士坦丁堡的作者，儘管較涼爽的溫度影響範圍超出了歐洲。但現代學者確定，在公元536年初（或可能是535年末），有一次火山爆發將大量的硫酸鹽氣溶膠噴射到大氣中，減少了到達地球表面的太陽輻射，使大氣冷卻了數年。536年3月，君士坦丁堡開始出現陰暗的天空和較低的溫度。
536年的夏季溫度在歐洲下降了高達2.5°C（4.5°F）的正常值。536年火山冬季的持續影響在539-540年進一步增強，當時另一次火山爆發導致夏季溫度在歐洲下降了高達2.7°C（4.9°F）的正常值。還有證據表明，在547年發生了另一次火山爆發，進一步延長涼爽的時期。這些火山爆發導致作物歉收，並伴隨著查士丁尼大瘟疫、饑荒和數百萬人的死亡，開啟了晚古代小冰河時期，持續了從536年到560年。
研究中世紀的學者麥可·麥考米克（Michael McCormick）寫道，西元536年是「對在世者來說最難生存的一年（the worst year to be alive）[…] 即使不是最糟糕的一年，也是最糟糕的時期之一的開始」。

## 文獻證據
羅馬歷史學者普罗科匹厄斯曾在公元536年的報告中記錄了汪达尔战争，並提及到「在這一年發生了一個非常可怕的預兆。因為太陽發出了光而無光芒……它看起來非常像日蝕中的太陽，因為它所發出的光束並不清晰」。
538年，羅馬政治家卡西奥多罗斯在信函25中向他的一位下屬描述了以下情況： 
- 太陽的光線微弱，呈現出「藍色」。
- 中午時分，地面上看不到人的陰影。太陽的熱度微弱。即使是滿月也「缺乏光彩」。
- 「沒有暴風的冬天，沒有溫和的春天，沒有熱情的夏天」。
- 持續的霜凍和不合時宜的乾旱。
- 季節「似乎都混在一起了」。
- 天空被描述為“與異物混合在一起”，就像多雲的天氣一樣，但是持續時間較長。它“像一塊皮膚般被拉伸在天空中”，阻止了太陽和月亮的“真實顏色”被看見，以及太陽的溫暖。
- 收割期間的霜凍，使得蘋果變硬且葡萄變酸。
- 需要使用儲存的食物來度過這種情況。

隨後的信件（26號和27號）討論了紓解普遍饑荒的計畫。
叙利亚东正教會的教父敘利亞的米海爾報告稱，在536–537年期間，太陽微弱地照耀了一年半。
愛爾蘭蓋爾諾人的愛爾蘭編年史記錄了以下情況：
- 「公元536年麵包匱乏」 – 《阿爾斯特年鑑（英语：Annals of Ulster）》
- 「公元536–539年麵包匱乏」– 《伊尼斯法倫年鑑（英语：Annals of Inisfallen）》

10世紀中葉的《威爾士年代記》記錄了537年的事件：
- 剑栏之战：「亞瑟和梅德勞特陣亡，不列顛群島和愛爾蘭死亡人數眾多。」[12]

其他獨立的當代資料也報導了進一步的現象：
- 低溫，甚至在夏季下雪（據報道，中國在八月份降雪，導致當地的收成延遲）[13]
- 普遍的作物歉收[14]
- 中東、中國和歐洲的“濃密乾燥的霧”[13]
- 秘魯的干旱影響了莫切文化[13][15]

此外對於這一時期還有其他證據來源。

## 科學證據
贝尔法斯特女王大学的树轮年代学專家邁克·貝利根據對樹木的年輪分析顯示，536年的愛爾蘭橡樹生長異常緩慢，542年再次急劇下降，之後部分恢復。來自格陵蘭和南極洲的冰芯顯示，在534年左右有大量的硫酸鹽沉積，這是廣泛存在的酸性塵埃帷幕的證據。

## 可能的解釋
最初有理論認為，公元536年的氣候變化是由火山爆發（被稱為「火山冬天」現象）或撞擊事件（隕石或彗星）引起的。
在2015年，對極地冰芯的年代學的修訂將硫酸鹽沉積和一層隱蔽火山碎屑層的日期確定為公元536年（之前的日期是修訂前的公元529年）。這是一個強有力的證據，表明一次大規模的火山爆發導致觀察到的昏暗和降溫，從而無需外太空天體的解釋，但這個時期附近的一次撞擊事件也不能排除。
火山爆發的來源仍有待發現，但幾個提出的火山已被否定：
- R·B·斯托瑟斯（R. B. Stothers）提出巴布亞新幾內亞新不列顛島的拉包爾火山[27]。但根據挪威氣候研究中心的擺動匹配（英语：Wiggle matching）放射性碳定年，現在認為該爆發發生在公元667年至699年之間。[28]
- 大衛·基斯將爪哇國王書（英语：Pararaton）中公元416年的災難移至公元535年[15]，並提出了喀拉喀托火山的可能性。但在巽他海峡進行的鑽探計劃中，排除了在這個時期火山爆發發生的可能性。[29]
- 羅伯特·達爾（Robert Dull）和同事提出了伊洛潘戈湖火山口的大型VEI-7，即蒂埃拉布蘭卡·霍文火山爆發（英语：Tierra Blanca Joven eruption）[30][31]。但冰芯中TBJ火山灰的識別將爆發日期縮小到公元429年至433年。[32]
- 克里斯托弗·洛夫勒克（Christopher Loveluck）及其同事根據瑞士冰川中的碎片提出了冰島火山.[4][33][34]。然而，確定為公元536年的隱蔽火山碎屑在地球化學上與冰島火山碎屑有所不同[35]，而瑞士冰川中的碎片具有較大的年代不確定性。[33]

對公元536年的隱蔽火山碎屑的地球化學分析區分了北美洲至少三次同步的噴發事件。進一步的分析將其中一次噴發與加利福尼亞東北部識別的廣泛的莫諾-因約火山口火山灰相關聯。另外兩次噴發最有可能來自阿拉斯加州西南端阿留申群島和北方喀斯喀特山火山省。

## 後果
部分學者推測，公元536年的事件和隨之而來的饑荒解釋了民族大遷徙末期斯堪地那維亞精英族群大量窖藏黃金的現象。這些黃金可能是用來祭祀神明以恢復陽光的祭品。一些神話事件，如「芬布爾之冬」和「諸神黃昏」，被認為是基於對這一事件的文化記憶。
大衛·基斯（David Keys）的一本書推測氣候變化促成各種發展，例如查士丁尼大瘟疫的出現（541–549年）、阿瓦爾人的衰落、蒙古部落向西遷徙、波斯帝國薩珊王朝被阿拉伯帝國結束、笈多王朝的崩潰、伊斯蘭教的興起、突厥部落的擴張（突厥汗國崛起）以及特奧蒂瓦坎的崩潰。2000年，3BM電視製作（為WNET和Channel Four）借鑒基斯的書。這部紀錄片以《災難！世界是如何改變的》為名，在美國作為PBS的《死者的秘密》系列的一部分播出。
然而，基斯和沃勒茲的觀點缺乏主流接受。在評論基斯的書時，英國考古學家肯·達克指出，「書中呈現的許多明顯證據都存在爭議，基於不良來源或者純粹的錯誤。……儘管如此，全球範圍和對公元6世紀作為一個變革時期的強調是值得注意的，該書包含一些對許多人來說是新的，模糊的信息。然而，它未能證明其核心命題，並未對所討論的許多變化提供令人信服的解釋。」
語言學家安德魯·布里茲在最近的一本書（2020年）中辯稱，包括剑栏之战、亞瑟王在內的一些歷史事件，是在537年由於與前一年氣候變化相關的饑荒而發生的。
歷史學家羅伯特·布魯頓（Robert Bruton）認為，這一災難對東羅馬帝國的衰落起一定作用。

## 另見
- 1257年薩馬拉斯火山爆發
- 1452年至1453年神秘火山爆發（英语：1452/1453 mystery eruption）
- 1815年坦博拉火山爆发
- 946年长白山喷发
- 芬布爾之冬
- 1315–1317年大饥荒
- 查士丁尼一世
- 拉基火山
- 米诺斯火山爆发
- 無夏之年

### 書籍
- Arjava, Antti. .  59. Washington, DC: Dumbarton Oaks Research Library and Collection. 2006: 73–94 （美国英语）.
- Axboe, Morten. . Bente Magnus  (编). . Almquiest & Wiksell Intl. 2001: 51. ISBN 978-91-7402-310-7.
- Baillie, Michael G. L. . The Holocene. 1994, 4 (2): 212–217. Bibcode:1994Holoc...4..212B. S2CID 140595125. doi:10.1177/095968369400400211.
- Baillie, Michael. . London, England: Batsford. 1995: 93  [2024-04-18]. ISBN 978-0-7134-7654-5. （原始内容存档于2023-09-22） （en-uk）.
- Büntgen, Ulf; Myglan, Vladimir S.; Ljungqvist, Fredrik Charpentier; McCormick, Michael; Di Cosmo, Nicola; Sigl, Michael; Jungclaus, Johann; Wagner, Sebastian; Krusic, Paul J.; Esper, Jan; Kaplan, Jed O.; de Vaan, Michiel A. C.; Luterbacher, Jürg; Wacker, Lukas; Tegel, Willy; Kirdyanov, Alexander V. . Nature Geoscience. March 2016, 9 (3): 231–236  [2024-04-18]. Bibcode:2016NatGe...9..231B. doi:10.1038/ngeo2652. （原始内容存档于2020-07-26）.
- Farhat-Holzman, Laina. . Good Times. GlobalThink.Net Research Papers. 23 January 2003. （原始内容存档于27 September 2007）.
- Gunn, Joel. . British Archaeological Reports (BAR) International. Oxford, England: Archaeopress. 2000. ISBN 978-1-84171-074-7.
- Keys, David Patrick. . New York: Ballantine Pub. 2000. ISBN 978-0-345-40876-1.
- Levy, David (ed.), The Scientific American Book of the Cosmos, ISBN 0-312-25453-9, 2000, (Google Print, p. 186)[]
- Rosen, William. . London, England: Jonathan Cape. 2007. ISBN 978-0-224-07369-1 （en-uk）.
- Salzer, Matthew W.; Hughes, Malcolm K. . Quaternary Research. January 2007, 67 (1): 57–68. Bibcode:2007QuRes..67...57S. S2CID 14654597. doi:10.1016/j.yqres.2006.07.004.
- Sigl, M.; Winstrup, M.; McConnell, J. R.; Welten, K. C.; Plunkett, G.; Ludlow, F.; Büntgen, U.; Caffee, M.; Chellman, N.; Dahl-Jensen, D.; Fischer, H.; Kipfstuhl, S.; Kostick, C.; Maselli, O. J.; Mekhaldi, F.; Mulvaney, R.; Muscheler, R.; Pasteris, D. R.; Pilcher, J. R.; Salzer, M.; Schüpbach, S.; Steffensen, J. P.; Vinther, B. M.; Woodruff, T. E.  (PDF). Nature. July 2015, 523 (7562): 543–549  [2024-04-18]. Bibcode:2015Natur.523..543S. PMID 26153860. S2CID 4462058. doi:10.1038/nature14565. （原始内容存档 (PDF)于2024-02-19）.
- Winchester, Simon. . New York: Harper-Collins. 2003. ISBN 978-0-06-621285-2.

## 外部連結
- "536 and all that" （页面存档备份，存于）, from Real Climate, March 2008.
- CCNet Debate: The AD 536–540 Mystery: Global Catastrophe, Regional Event or Modern Myth?